# Festa Major del Masnou
La Festa Major del Masnou és la festa gran de la vila del Masnou. Se celebra el 29 de juny, dia de Sant Pere, que és el patró de la vila i a qui està dedicada l'església parroquial.

## Història
La festa se celebra des de la creació del poble, a partir de la separació de Teià, l'any 1812. A part de la Festa Major del Masnou, els barris d'Ocata i d'Alella de Mar tenien també el seu dia de festa: Sant Jaume el Major, el 25 de juliol, era la festa d'Ocata, i Sant Cristòfor, el 10 de juliol, la d'Alella de Mar.
Amb l'annexió al Masnou del barri d'Alella de Mar, la festa major visqué diversos incidents per la participació de joves d'Alella als balls. L'any 1826 hi hagué enfrontaments en el ball de festa major per l'ocupació dels seients del públic, en els quals veïns d'Alella atacaren amb armes a masnovins. Això inicià una causa judicial en la qual el Masnou va perdre el judici. A partir d'aleshores, es va establir que els alellencs i masnovins només podien anar a les festes de l'altre poble com a espectadors, sense participar en el ball. Aquesta prohibició durà fins ben bé la segona meitat del segle.
L'any 1840 les festes de Sant Pere es traslladaren al dia de Cristina de Bolsena, el 24 de juliol, perquè no coincidissin amb l'arribada de la reina Isabel II a Barcelona. L'any 1866 se suspengué la festa major a causa de l'apressament per un buc peruà a les aigües de Rio de Janeiro de la pollacra goleta Dorotea i el seu posterior incendi, amb bona part dels mariners del Masnou. L'any 1872, durant la Tercera Guerra Carlina, s'estigué a punt de suspendre els balls de l'envelat a causa de rumors d'un possible atac dels carlins. Finalment es van fer però amb més seguretat i amb la prohibició de disparar focs artificials. En la Festa Major de Sant Pere de 1884 s'estrenà el nou enllumenat públic del Masnou amb 125 fanals de gas.
L'organització de l'envelat s'encarregava a una comissió de joves, els macips, que també havien de garantir l'ordre. Amb els pas dels anys, l'organització de la festa es feu amb representats de les entitats i l'Ajuntament. En alguna ocasió, no obstant això, hagué de dur la iniciativa l'Ajuntament en solitari, ja que no sempre hi havia bon ambient entre les entitats. Al començament del segle XX el dèficit que acostumava a generar la celebració de la festa motivà que l'Ajuntament deixés d'organitzar-la i es limités a donar suport moral a joves i entitats. La festa es costejava amb el lloguer dels seients de l'envelat. A partir de 1911, en un intent de reduir el dèficit que produïa l'organització la festa major es creà la subscripció per als seients de l'envelat, però no solucionà el problema.
L'any 1909 la Festa Major se suspengué pels forts aiguats que havien caigut dies abans, que causaren la mort de Madrona Pagès. Durant la Festa Major de 1926 visità el Masnou el general Joaquim Milans del Bosch i Carrió, el qual, envoltat de les autoritats i de socis de la Unión Patriótica, entrà a l'envelat sota els sons de la Marxa Reial.
A partir de 1941 s'instaurà el 27 gener, aniversari de l'ocupació franquista de la vila, com a festa major d'hivern i dia festiu.
L'any 2020 la festa major va ser anul·lada a causa de la pandèmia del coronavirus. Ho va anunciar l'alcalde el dia 24 d'abril. Finalment, però, es va celebrar una festa major en línia que tothom podia seguir des de casa. Per fer-ho, es va instal·lar a Ca n'Humet un plató de televisió des del qual es van retransmetre un total de 5 programes especials, dels quals van prendre part les entitats i altres persones. En aquests programes es van recordar els principals esdeveniments de la Festa Major, com el pregó i l'aparició de les tres nimfes, la ballada de gegants, el correfoc, el pa amb vi i sucre, etc. Amb l'anul·lació de la festa major, també va quedar anul·lat el castell de focs d'artifici que cada any es llença des de la platja, però va ser substituït per 4 petits castells de focs que es van llençar simultàniament des de Ca n'Humet, la Plaça de l'Església, el Parc del Llac i els Jardins de Lluís Companys.
L'any 2021 la festa major va recuperar una certa normalitat. Molts dels actes tradicionals van tornar al carrer, però ho van fer en espais perimetrats, amb aforament limitat i amb reserva prèvia d'entrada. El castell de focs es va llençar des del Parc de Vallmora. Els altres espais que van acollir les activitats de la festa van ser la platja d'Ocata, el Parc del Llac i el pati de Can Malet. Inicialment, estava plantejat que els actes que finalment es van fer a la platja es celebressin al Camp d'Esports Municipal d'Ocata, però el relaxament de les mesures preventives davant la pandèmia van permetre que les activitats es fessin en un espai més centric i emblemàtic.

## Descripció
Històricament, el centre de la Festa Major era l'envelat on s'hi feien balls. La ubicació de l'envelat va ser objecte de polèmiques durant els segles XIX i XX. Tradicionalment s'instal·lava a la platja, però els plets de l'Ajuntament amb la Comandància Militar de Marina de Mataró foren continus, ja que els mariners consideraven que s'envaïen els seus terrenys. L'any 1850 fins i tot s'obrí causa criminal contra l'Ajuntament per abús d'autoritat per haver permès de nou la ubicació de l'envelat a la platja. Finalment, l'any 1852 es va reprendre el ball d'envelat a la platja, en una zona separada cinc metres del ferrocarril, en el vessant de mar, davant de l'actual Casino del Masnou. Amb la construcció del ferrocarril l'envelat s'ubicà en diversos indrets com la plaça de la Llibertat, l'hort de Can Malet o l'hort del Casino. L'any 1916 l'Ajuntament decidí celebrar les festes oficials al teatre del Casino, cosa que provocà queixes de les altres entitats de la vila. En els anys successius, es canvià encara més vegades l'indret de l'envelat pels desacords amb les entitats.
A més de l'envelat s'ubicaven tendals per ballar a Alella de Mar, davant l'estació del Masnou, i a la plaça d'Ocata. També n'instal·laven les entitats a la plaça de la Llibertat i a la Calàndria. Els jocs al carrer eren un complement especial de les festes, i eren molt concorreguts els que se celebraven al carrer de Sant Felip, sense que manquessin els focs artificials.
Al començament del segle XX el programa de la festa incloïa: balls d'envelat, oficis religiosos, repartiment de premis als alumnes i als guanyadors dels certàmens esportius i d'abonaments als pobres, serenates, focs artificials davant de les escoles, sardanes, etc. L'assistència oficial al oficis religiosos de la Festa Major era habitual. A partir dels anys vint del segle XX s'introduí en el programa l'organització de tornejos de futbol i curses ciclistes i una fira situada a la plaça de Marcel·lina de Monteys.
Actualment la festa major s'inicia el dia 28 al vespre amb un gran castell de focs d'artifici a la platja, i destaca pels correfocs i les cercaviles de gegants, els concerts i una gran varietat d'activitats.
Des de l'any 2015, la festa major porta per lema "Terra, Mar i Foc", a partir d'una llegenda fictícia sobre tres elements fundacionals del Masnou, els quals provenen d'unes nimfes. Aquesta llegenda és escenificada cada any mitjançant el pregó de la festa major que es fa a la platja d'Ocata.